# Liste der Baudenkmäler in Lamerdingen

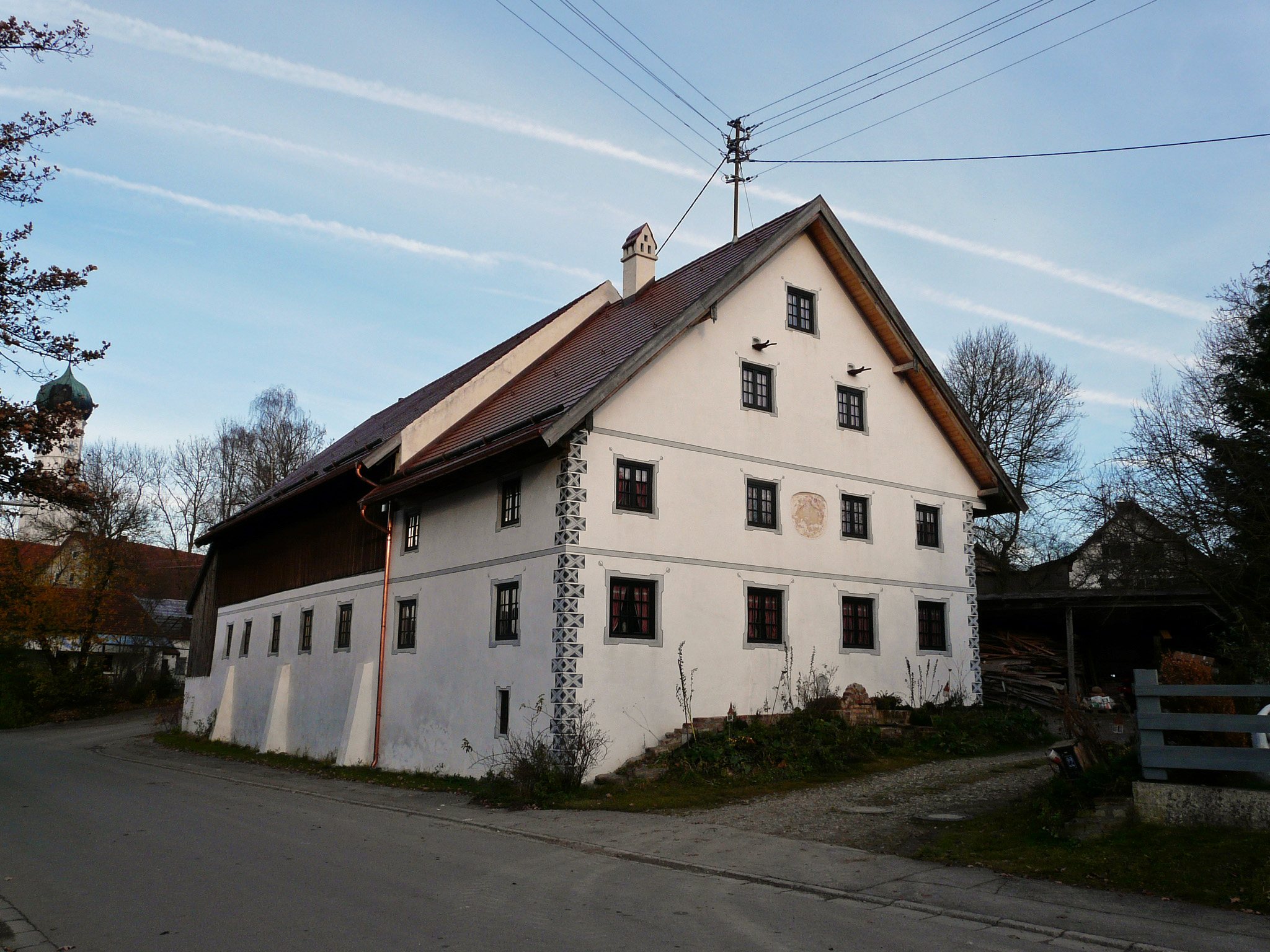
Ehemaliges Bauernhaus in Großkitzighofen

Auf dieser Seite sind die Baudenkmäler in der schwäbischen Gemeinde Lamerdingen zusammengestellt. Diese Tabelle ist eine Teilliste der Liste der Baudenkmäler in Bayern. Grundlage ist die Bayerische Denkmalliste, die auf Basis des Bayerischen Denkmalschutzgesetzes vom 1. Oktober 1973 erstmals erstellt wurde und seither durch das Bayerische Landesamt für Denkmalpflege geführt wird. Die folgenden Angaben ersetzen nicht die rechtsverbindliche Auskunft der Denkmalschutzbehörde.

## Baudenkmäler nach Gemeindeteilen

### Lamerdingen
| Lage                                                                | Objekt                                                                   | Beschreibung | Akten-Nr.     | Bild                                                                     |
| ------------------------------------------------------------------- | ------------------------------------------------------------------------ | --- | ------------- | ------------------------------------------------------------------------ |
| Hauptstraße (an der Abzweigung der Kitzighofener Straße) (Standort) | Denkmal zur Erinnerung an die Durchreise von Papst Pius VI. im Jahr 1782 | Josefsfigur, spätes 18. Jahrhundert, auf oktogonaler Stele des 19. Jahrhunderts;                                                       | D-7-77-145-21 | Denkmal zur Erinnerung an die Durchreise von Papst Pius VI. im Jahr 1782 |
| Hauptstraße 9 (Standort)                                            | Katholische Pfarrkirche St. Martin                                       | Turmunterbau, 2. Hälfte 14. Jahrhundert, Neubau um 1500, 1736/37 barockisiert von Michael Stiller, Turmabschluss 1771; mit Ausstattung | D-7-77-145-1  | weitere Bilder                                                           |
| Hauptstraße 16 (Standort)                                           | Ehemaliges Schloss                                                       | Walmdachbau mit Risalit auf der Südseite, erbaut um 1724, Stuckdecken im Obergeschoss.                                                 | D-7-77-145-2  | Ehemaliges Schloss                                                       |
| Hauptstraße 18 (Standort)                                           | Bauernhaus                                                               | stattlicher Bau mit drei Giebelgesimsen (Steildach), 1. Drittel 19. Jahrhundert                                                        | D-7-77-145-3  | Bauernhaus                                                               |
| Kapellenweg 23 (Standort)                                           | Kapelle                                                                  | in Form eines großen Bildstockes, 2. Hälfte 18. Jahrhundert; mit Ausstattung                                                           | D-7-77-145-5  | Kapelle                                                                  |

### Dillishausen
| Lage                                                                  | Objekt                                     | Beschreibung | Akten-Nr.     | Bild                                   |
| --------------------------------------------------------------------- | ------------------------------------------ | --- | ------------- | -------------------------------------- |
| Amberger Straße 8 (Standort)                                          | Katholische Pfarrkirche St. Peter und Paul | Saalbau, 1629 errichtet, Turm spätgotisch, Veränderungen und Erweiterungen 1684, 1766/67 und 1872/73; mit Ausstattung | D-7-77-145-6  | weitere Bilder                         |
| Amberger Straße 11 (Standort)                                         | Ehemaliges Pfarrhaus                       | kubischer Sichtbackstein-Bau mit Zeltdach, 1853.                                                                      | D-7-77-145-22 | Ehemaliges Pfarrhaus                   |
| Augsburger Straße (bei der Einmündung der Amberger Straße) (Standort) | Katholische Kapelle                        | Holzbau, 1912 errichtet; mit Ausstattung;                                                                             | D-7-77-145-7  | Katholische Kapelle                    |
| Eschenlohmühle 1 (Standort)                                           | Katholische Kapelle zum Heiligen Kreuz     | erbaut 1795; mit Ausstattung                                                                                          | D-7-77-145-8  | Katholische Kapelle zum Heiligen Kreuz |
| St.-Vitus-Weg (Standort)                                              | Vitus-Kapelle                              | kleiner gemauerter Bau, neugotisch, innen bez. 1850; mit Ausstattung.                                                 | D-7-77-145-23 | Vitus-Kapelle                          |

### Großkitzighofen
| Lage                                       | Objekt                              | Beschreibung                                                                                                 | Akten-Nr.     | Bild                                |
| ------------------------------------------ | ----------------------------------- | --- | ------------- | ----------------------------------- |
| Am Brunnen 1 (Standort)                    | Ehemaliges Pfarrhaus                | Satteldachbau, 18. Jahrhundert; zugehörige Scheune, mit stichbogigen Öffnungen, um 1860.                     | D-7-77-145-11 | Ehemaliges Pfarrhaus                |
| Holzhausener Straße (bei Nr. 1) (Standort) | Feldkapelle                         | um 1800; mit Ausstattung                                                                                     | D-7-77-145-14 | Feldkapelle                         |
| Iglinger Straße 1 (Standort)               | Kapelle Vierzehn Nothelfer          | Katholische Kapelle Vierzehn Nothelfer, Backsteinrohbau, 1868 errichtet; mit Ausstattung                     | D-7-77-145-10 | weitere Bilder                      |
| Schulweg 7 (Standort)                      | Bauernhaus                          | Mittertennbau mit Steildach und kräftigen Giebelgesimsen, 18. Jahrhundert                                    | D-7-77-145-13 | Bauernhaus                          |
| Schulweg 9 (Standort)                      | Katholische Pfarrkirche St. Stephan | Turmunterbau um 1400, Kirche im Kern um 1500, Verlängerung 1687, Turmaufbau 1708; mit Ausstattung            | D-7-77-145-9  | Katholische Pfarrkirche St. Stephan |
| Singoldstraße 27 (Standort)                | Gasthof                             | stattlicher Satteldachbau mit vier Giebelgesimsen, bez. 1668; Nebengebäude mit Walmdach, 18./19. Jahrhundert | D-7-77-145-12 | Gasthof                             |

### Kleinkitzighofen
| Lage                            | Objekt                                          | Beschreibung | Akten-Nr.     | Bild                             |
| ------------------------------- | ----------------------------------------------- | --- | ------------- | -------------------------------- |
| Eichenweg (Standort)            | Wegkapelle                                      | 1730; mit Ausstattung                                                                                                 | D-7-77-145-19 | Wegkapelle                       |
| Johannisweg (Standort)          | Wegkapelle, Nepomukkapelle                      | 17./18. Jahrhundert, mit Ausstattung                                                                                  | D-7-77-145-18 | Wegkapelle, Nepomukkapelle       |
| Kirchstraße 1 (Standort)        | Pfarrhaus                                       | Halbwalmdachbau, 1782 von Benedikt Nigg erbaut; Pfarrstadel mit Halbwalmdach, nach 1780.                              | D-7-77-145-15 | Pfarrhaus                        |
| Kirchstraße 2 (Standort)        | Katholische Pfarrkirche St. Cyprian und Justina | spätgotischer Bau, um 1700 und 1738 barockisiert, Turmoberteil 1766, Vorzeichen Ende 17. Jahrhundert; mit Ausstattung | D-7-77-145-17 | weitere Bilder                   |
| Lamerdinger Straße 1 (Standort) | Hausfigur                                       | Pieta, um 1430 | D-7-77-145-16 | Hausfigur                        |
| Lindenstraße (Standort)         | Wegkapelle                                      | Marienkapelle, 18. Jahrhundert; mit Ausstattung                                                                       | D-7-77-145-24 | Wegkapelle                       |
| Weidenweg (Standort)            | Kapellen-Bildstock Maria Lourdes                | Mitte 18. Jahrhundert;                                                                                                | D-7-77-145-20 | Kapellen-Bildstock Maria Lourdes |

## Ehemalige Baudenkmäler
In diesem Abschnitt sind Objekte aufgeführt, die früher einmal in der Denkmalliste eingetragen waren, jetzt aber nicht mehr. Objekte, die in anderem Zusammenhang also z. B. als Teil eines Baudenkmals weiter eingetragen sind, sollen hier nicht aufgeführt werden. Aktennummern in diesem Abschnitt sind ehemalige, jetzt nicht mehr gültige Aktennummern.

| Lage                                  | Objekt    | Beschreibung                                           | Akten-Nr.    | Bild      |
| ------------------------------------- | --------- | ------------------------------------------------------ | ------------ | --------- |
| Lamerdingen Hauptstraße 22 (Standort) | Hausfigur | Kruzifix, von Johann Luidl, 2. Viertel 18. Jahrhundert | D-7-77-145-4 | Hausfigur |